# 林洺威
林洺威（2000年5月12日—），原名林子洧，臺灣男子籃球運動員，場上主打得分後衛位置，現效力於P. LEAGUE+桃園璞園領航猿。

## 生平
林子洧畢業於彰化藝術高中國中部、青年高中、國立高雄師範大學，國中只有參加籃球社團，高中才接受正規籃球訓練，但在高三之前一直當籃球逃兵。
2022年7月在T1聯盟新人選秀會第二輪獲得桃園雲豹青睞，超級籃球聯賽新人選秀會第四輪被台灣啤酒選中，P. LEAGUE+新人選秀會第二輪被桃園領航猿相中。8月4日，林子洧與桃園領航猿完成簽約。

## 國家隊生涯
2022年2月入選中華台北男子籃球代表隊征戰世界盃亞洲區資格賽第一輪第一、二階段。6月6日，林子洧入選中華臺北男子三對三籃球代表隊征戰2022年三對三亞洲盃籃球賽，7月9日，擊敗烏茲別克後晉級8強。

## 外部連結
- 林洺威的Instagram帳戶
- 林子洧在fiba.basketball（英语）
- 林子洧在fiba3x3.com（英语）
- 林子洧在P. LEAGUE+官網
- 林子洧在Eurobasket.com（球員）（英语）
- 林子洧在Proballers（英语）
- 林子洧在RealGM（球員）（英语）
- 林子洧在Flashscore（英语）